# I Believe You Liar
I Believe You Liar è l'album di debutto della cantante australiana Megan Washington, pubblicato il 30 luglio 2010.

## Tracce
Testi e musiche di Megan Washington, eccetto dove indicato.
1. 1997 – 2:53 (Megan Washington, Michael Tomlinson)
2. Navy Blues – 3:37
3. Cement – 3:36
4. Underground – 3:47
5. Rich Kids – 3:03
6. Sunday Best – 3:21
7. Clementine – 3:07
8. Lover / Soldier – 5:35
9. Spanish Temper – 4:11
10. The Hardest Part – 4:12
11. How to Tame Lions – 3:48
12. I Believe You Liar – 5:35

Traccia aggiunta nella ristampa del 2011
1. Holy Moses – 3:38 (Megan Washington, Jarrad Kritzstein)

## Classifiche

### Classifiche Settimanali
| Classifica (2010) | Posizione massima |
| ----------------- | ----------------- |
| Australia         | 3                 |

### Classifiche di fine anno
| Classifica (2010) | Posizione |
| ----------------- | --------- |
| Australia         | 43        |